# N1 (Luxemburg)
De N1 (Luxemburgs: Nationalstrooss 1) is een nationale weg in Luxemburg tussen Luxemburg (N53) en de Duitse grens bij Wasserbillig waar de route over gaat in de B49. De weg volgt ongeveer dezelfde route als de A1, die ook Wasserbillig via Luchthaven Luxemburg-Findel met de stad Luxemburg verbindt, echter slingeren de twee wegen om elkaar heen. Daarbij liggen er aan N1 twee rechtstreekse toeritten naar de A1. Het traject is ongeveer 33 kilometer lang.

## Luxemburg-stad
Tot 1995 was de N1 ongeveer 750 meter langer in Luxemburg-stad. De route begon oorspronkelijk op de Grand-Rue in aansluiting met de N6 en N7. De route verliep vervolgens over de Grand-Rue, Rue de la Boucherie en Rue Sigefroi waar het aansloot op de N53, waar na 1995 de N1 voortaan begint.

## N1a
De N1a is een ongeveer 5,6 kilometer lange route en verbindt de N1 bij Luchthaven Luxemburg-Findel, met de N1 in de stad Luxemburg. De eerste 100 meter van de route in Luxemburg-Centrum is ingedeeld als eenrichtingsverkeersweg en allen te berijden vanaf de N1. Verkeer richting de N1 maakt gebruik van de N1b.

## N1b
De N1b is een 100 meter lange route die de N1 met de N1a verbindt. De route heeft een brug welke over de rivier Alzette gaat en is in tegenstelling tot de N1a op dit stuk in beide richtingen te berijden.

## N1c
De N1c is een ongeveer 700 meter lange route en verbindt de N1 met de N1a bij het vliegveld van Luxemburg. De route gaat onder de A1 E29 E44 door.

## N1d
De N1d is ongeveer 1 kilometer lange route en verbindt afrit 14 van de A1 E44 met de N1 tussen Mertert en Grevenmacher. De route bestaat uit drie rijstroken waarvan twee richting de A1 en één richting de N1.
N1 ·
N2 ·
N3 ·
N4 ·
N5 ·
N6 ·
N7 ·
N8 ·
N10 ·
N11 ·
N12 ·
N13 ·
N14 ·
N15 ·
N16 ·
N17 ·
N18 ·
N19 ·
N20 ·
N21 ·
N22 ·
N23 ·
N24 ·
N25 ·
N26 ·
N27 ·
N28 ·
N31 ·
N32 ·
N33 ·
N34 ·
N35 ·
N37 ·
N38
N50 ·
N51 ·
N52 ·
N53 ·
N55 ·
N56 ·
N57